# La Terre des pharaons
Pour plus de détails, voir Fiche technique et Distribution.
La Terre des pharaons (Land of the Pharaohs) est un péplum américain réalisé par Howard Hawks et sorti en 1955.

## Synopsis
En Égypte, au IIIe millénaire avant Jésus Christ (vers -2600), au temps de la IVe dynastie, le pharaon Khéops, qui s’est enrichi après plusieurs victoires, songe à présent à assurer sa descendance et à faire édifier son tombeau. Il sollicite l'esclave-architecte Vashtar pour que celui-ci construise la sépulture la plus majestueuse et la mieux sécurisée jamais réalisée. Parallèlement, pour des raisons économiques, Pharaon rencontre la belle princesse chypriote Nellifer qui ne peut s’acquitter de son tribut. En contrepartie, elle devient sa femme. Mais elle nourrit de sombres desseins à l’égard de son riche pharaon…

## Fiche technique
- Titre original : Land of the Pharaohs
- Titre français : La Terre des Pharaons
- Réalisation : Howard Hawks
- Seconde équipe réalisation : Noël Howard et Jean-Paul Sassy (non crédité)
- Scénario : Harold Jack Bloom, William Faulkner, Harry Kurnitz
- Décors : Alexandre Trauner
- Costumes : Mayo, Lucilla Mussini
- Photographie : Lee Garmes, Russell Harlan
- Son : Oliver S. Garretson
- Montage : Vladimir Sagovsky et Rudi Fehr
- Musique : Dimitri Tiomkin
- Chef de chœur : Jester Hairston
- Producteur : Howard Hawks
- Producteurs associés : Arthur Siteman, Chuck Hanse
- Sociétés de production : Continental Company
- Société de distribution : Warner Bros. Pictures (international)
- Budget : 2 900 000 $ (estimation)
- Pays de production :  États-Unis
- Langue : anglais
- Format : 35 mm - couleurs par Warnercolor - 2.35:1 CinemaScope :
  - Version monophonique
  - Version stéréophonique 4 pistes (RCA Sound Recording)
- Genre : péplum, drame
- Durée : 99 minutes
- Dates de sortie :
  - États-Unis : 24 juin 1955
  - France : 9 novembre 1955
- (fr) Classifications CNC : tous publics, art et essai (visa no 16999 délivré le 24 juin 1955)
- Affiche : Jean Mascii (France)

## Distribution
- Jack Hawkins (VF : Raymond Loyer) : Khéops (Khufu en v.o.), pharaon d’Égypte
- Kerima : Nailla, reine d’Égypte, première épouse de Khéops
- Piero Giagnoni : Zanin (Xenon en v.o.), prince d’Égypte, fils de Khéops et Nailla
- Joan Collins (VF : Françoise Gaudray) : Nellifer, princesse remplaçant l’ambassadeur de la province tributaire de Chypre puis seconde épouse de Khéops
- Carlo D'Angelo (it) (VF : Jean Clarieux) : Mabouna (Nabuna en v.o.), esclave et garde du corps de Nellifer
- Sydney Chaplin (VF : Georges Aminel) : Treneh, garde de la chambre aux trésors dans la pyramide en construction, amoureux de Nellifer
- Aléxis Minotís (VF : René Blancard) : Hémar (Hamar en v.o.), grand prêtre et ami d’enfance de Khéops
- James Robertson Justice (VF : Marcel Raine) : Vastar (Vashtar en v.o.), architecte
- Dewey Martin (VF : Michel Gudin) : Senta (adulte), fils de Vastar
- James Hayter (VF : Raymond Rognoni) : Mikka, serviteur de Vastar
- Luisella Boni (VF : Renée Simonot) : Kyra, servante de Nellifer offerte par Khéops à Senta
- Bud Thompson (VF : Henri Djanik) : un danseur à la fête

## Production

### Genèse
Dans un entretien aux Cahiers du cinéma, Howard Hawks a expliqué avoir réalisé ce film « pour une simple raison : le CinémaScope ». Il trouve en effet que ce procédé est adapté à un tel film, car on peut « montrer beaucoup de choses. »
Au départ, Hawks souhaitait faire un film sur une base aérienne américaine qui avait réellement été construite en Chine, pendant la Seconde Guerre mondiale. Huit mois de travaux auraient été nécessaires, mais l'aérodrome avait été achevé en trois semaines, avec « vingt mille hommes, femmes et enfants, […] portant de petits paniers sur la tête, avec lesquels ils transportèrent les pierres » et construisirent ce terrain d'aviation. La Chine n'ayant pas donné son accord pour ce tournage, il décida de faire un film sur la construction des pyramides d'Égypte, estimant qu'il s'agissait d'une histoire du même type. Il ajoute que « ces entreprises, constructions d'aérodromes ou de pyramides, servent à montrer le pouvoir de l'homme, ce qu'il lui est possible de faire avec la pierre, le sable et les mains. »

### Scénario
Pour la reconstitution historique, l'équipe du film a été aidée par le Département des Antiquités égyptiennes ainsi que par « un Français » (dont Hawks ne donne pas le nom aux Cahiers du cinéma, mais dont il dit qu'il vit tout près des pyramides et qu'il « a écrit un grand nombre de livres sur l'histoire égyptienne. ») Cet homme, qui serait Jean-Philippe Lauer[réf. nécessaire], ainsi que d'autres spécialistes de l'Égypte ancienne, ont renseigné Hawks et ses scénaristes sur les mœurs de cette époque. Hawks déclare avoir tenté de faire un film « aussi réaliste que possible », mais il explique aussi que, par rapport aux questions posées aux égyptologues, l'équipe du film n'a sans doute pris en compte que les réponses qui lui convenaient.
Certaines méthodes pour le transport et le maniement des blocs de pierre correspondent à l'avis des égyptologues, comme le fait d'utiliser une rampe pour monter les pierres au sommet. D'autres ont été inventées par l'équipe de Hawks, comme celle pour placer les pierres sur le bateau et le procédé pour sceller la pyramide après sa construction. Ces méthodes sont, à l'époque, possibles, mais pas avérées.
Hawks a pris la liberté de montrer dans le film des chameaux d'Arabie (dromadaires) rares en Égypte à cette époque. Ils lui ont semblé « faire partie intégrante de l'Égypte. » Il montre un perroquet (ara vert), qui ne vit qu’en Amérique du Sud. Les vêtements du XXVeme siècle avant  J-C sont beaucoup trop somptueux : même le pharaon 
n’était représenté qu’avec un simple pagne blanc, et les femmes  étaient  poitrines nues sur les fresques de l’époque. Il choisit aussi d'illustrer l'hypothèse selon laquelle les ouvriers construisant la pyramide étaient libres au début, puis ont été réduits en esclavage par la suite, la construction s'étendant sur trente ans et nécessitant cent mille hommes. Il a déclaré : « après quelques années l'exaltation s'éteignit et l'enthousiasme fit place à une sorte de rage collective : voilà notre idée : il y a dans le film quelques scènes sur cette idée, c'est une partie indivisible de l'histoire. »

### Casting
À l'époque, hormis les Américains Dewey Martin et Sydney Chaplin, les autres principaux acteurs sont inconnus du grand public américain. Jack Hawkins, Joan Collins, James Robertson Justice et James Hayter sont britanniques, Luisella Boni est italienne, Kerima est française et Aléxis Minotís est l'un des grands comédiens de la scène grecque.

### Costumes

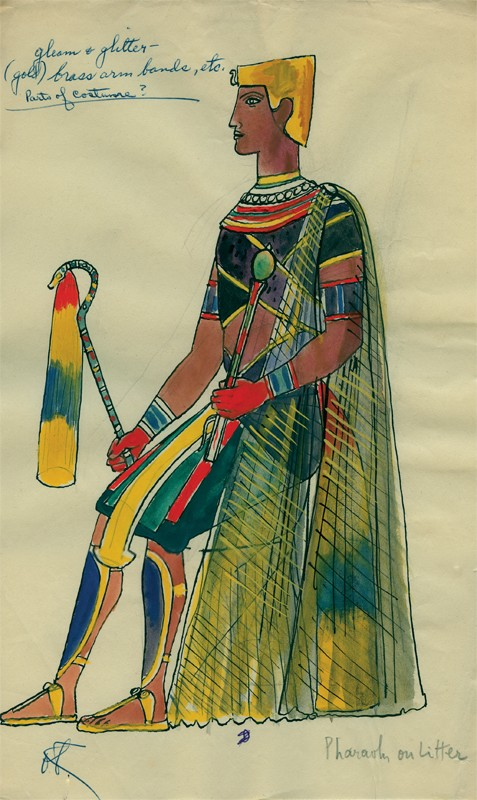
Costume du Pharaon par Mayo – avec le paraphe de Hawks.

C'est le peintre et créateur de costumes français Mayo, déjà connu pour son travail sur Les Enfants du paradis ou La Beauté du diable, qui assure la création des costumes.

### Tournage
Le film a été tourné de fin mars à début septembre 1954. Les intérieurs sont réalisés aux studios Titanus à Rome. Les extérieurs sont faits en Égypte : Le Caire et alentours (scènes sur le Nil et dans la vallée des pyramides), pyramide de Khéops, pyramide septentrionale du pharaon Baka à Zaouiet el-Aryan (premières scènes de construction de la pyramide), Tourah (scènes à la carrière de calcaire), obélisque inachevé de la carrière d'Assouan,.

### Musique
Dimitri Tiomkin a intégré à l'orchestre des instruments de musique identiques à ceux utilisés au temps des pharaons, mais dans un article du magazine Film Music[Lequel ?], il déclare n'avoir pas essayé de recréer la musique de cette époque. L'orchestre a été étoffé avec un chœur de 80 chanteurs individuellement triés sur le volet par Jester Hairston, l'éminent chef de chœur de Los Angeles.
Le magazine Hollywood Reporter salue la musique de Dimitri Tiomkin en écrivant « il est improbable que cette épopée en CinemaScope de la Warner ait pu être aussi captivante sans la considérable partition symphonique... Il est pratiquement impossible de séparer l'histoire de la musique. » Selon Allmovie[réf. nécessaire] « l'énergique musique de Dimitri Tiomkin accompagne chaque traction et saccade ».

## Réception
François Truffaut le classe parmi les meilleurs films qu'il ait vus et note que « dans un genre que l'on a à juste titre décrié, Land of the Pharaohs apporte de la nouveauté et de l'intelligence ». Il apprécie particulièrement le fait que tous les fils du scénario se ramènent à la construction et au parachèvement de la pyramide : l'architecte Vashtar l'aménage de telle sorte que lors de l'inhumation, la momie du pharaon et tout son entourage vivant seront ensevelis sous un flot de sable.